# Nhật Bản tam cảnh

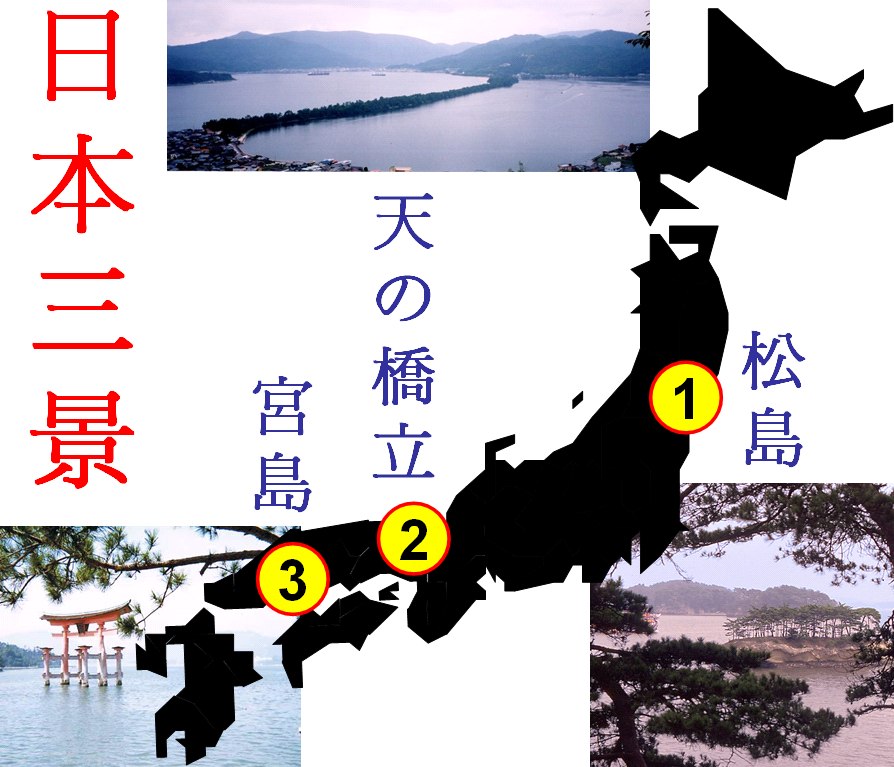
Nhật Bản tam cảnh

Nhật Bản tam cảnh (tiếng Nhật: 日本三景 Nihon Sankei) là ba địa danh danh lam thắng cảnh nổi tiếng nhất của Nhật Bản, có từ năm 1643 và gắn liền với học giả Hayashi Gaho. Ba thắng cảnh này gồm các đảo có thông bao phủ Matsushima ở tỉnh Miyagi; bãi cạn có thông bao phủ Amanohashidate ở tỉnh Kyoto; và đền Itsukushima ở tỉnh Hiroshima. Cả ba thắng cảnh này đều được Nhật Bản đưa vào danh mục các thắng cảnh đặc biệt, còn Itsukushima cũng là một địa danh văn hoá đặc biệt và một di sản thế giới UNESCO.

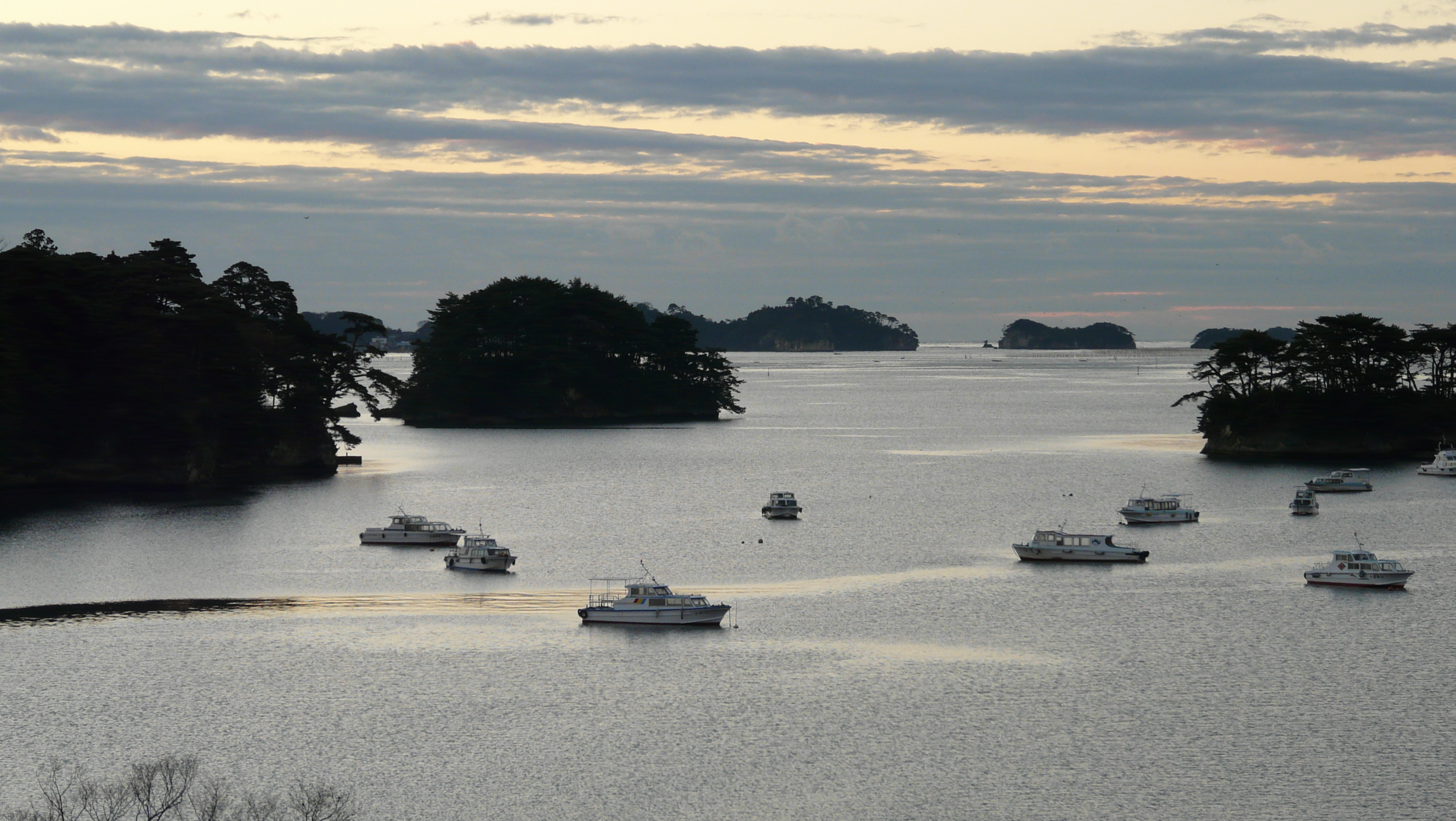
Các đảo thông Matsushima
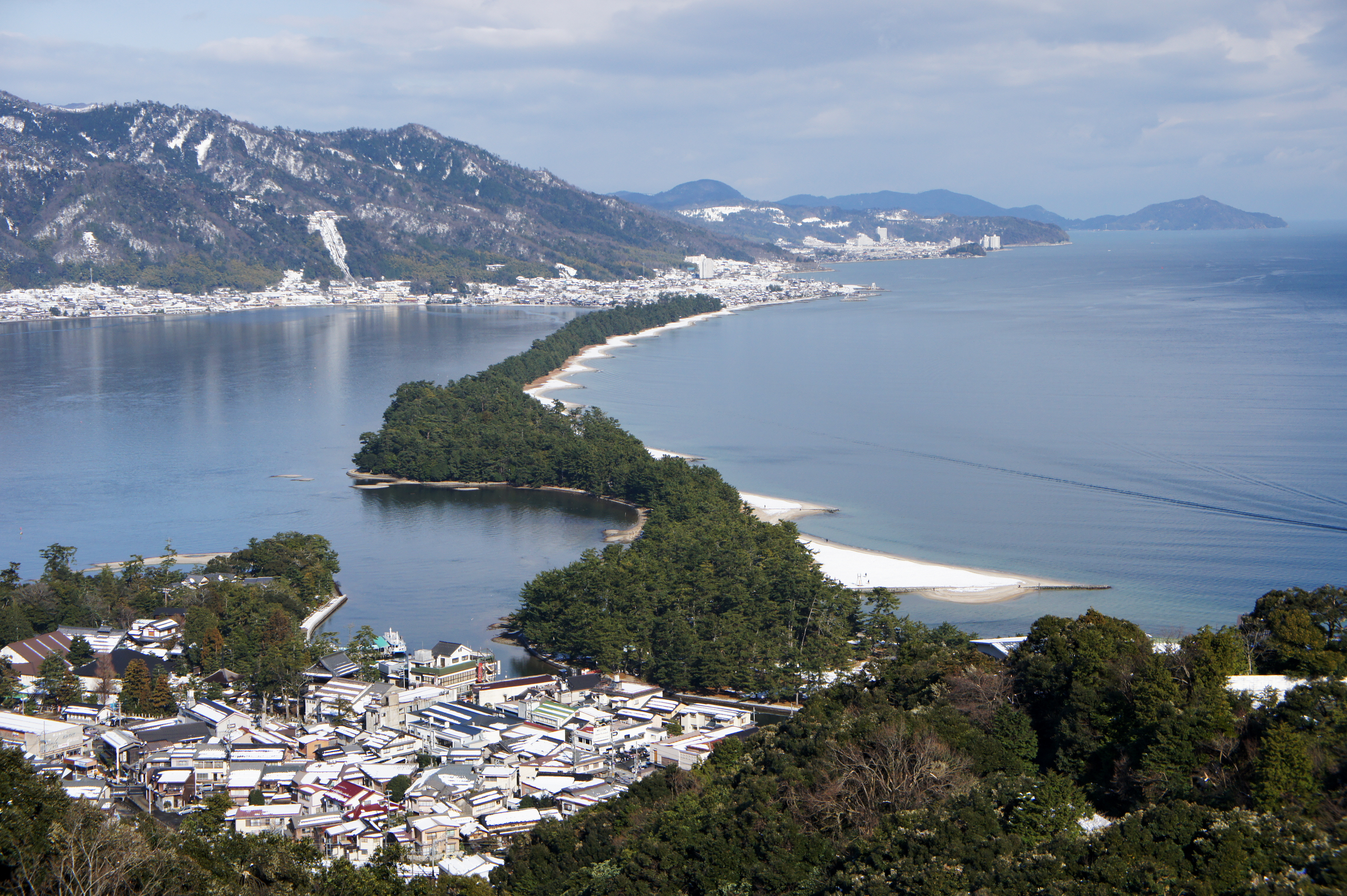
Dải cát Amanohashidate
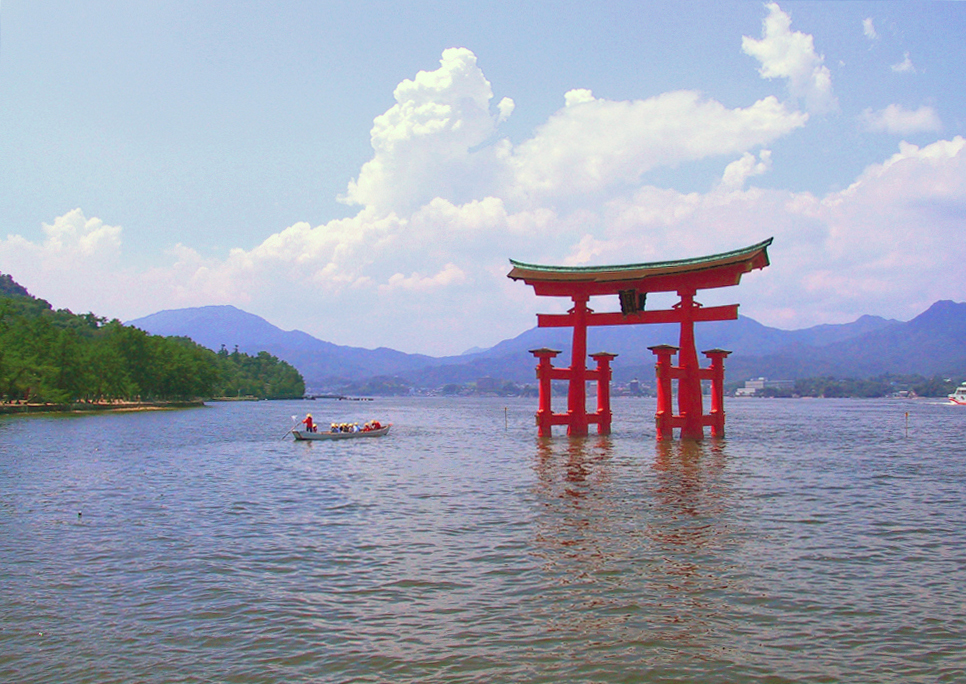
Torii tại đền Itsukushima

## Nhật Bản tam cảnh mới
Năm 1951, dựa trên mô thức tam cảnh cũ, Jitsugyo no Nihon Sha (株式会社実業之日本社) đã tổ chức một cuộc bầu chọn quốc gia chọn ra Nhật Bản tam cảnh mới.
- Ōnuma (大沼), một hồ nước lớn ở vườn quốc gia Ōnuma, tại thị xã Nanae và phía đông của bán đảo Oshima tây nam Hokkaidō
- Miho no Matsubara (三保の松原), một khu rừng thông nhỏ ở bán đảo Miho, ở khu vực Shimizu-ku của Shizuoka
- Yabakei (耶馬渓), một đoạn sông và thung lũng toạ lạc ở thượng nguồn và khúc giữa sông Yamakuni (山国川), ở Nakatsu, Ōita, Kyūshū

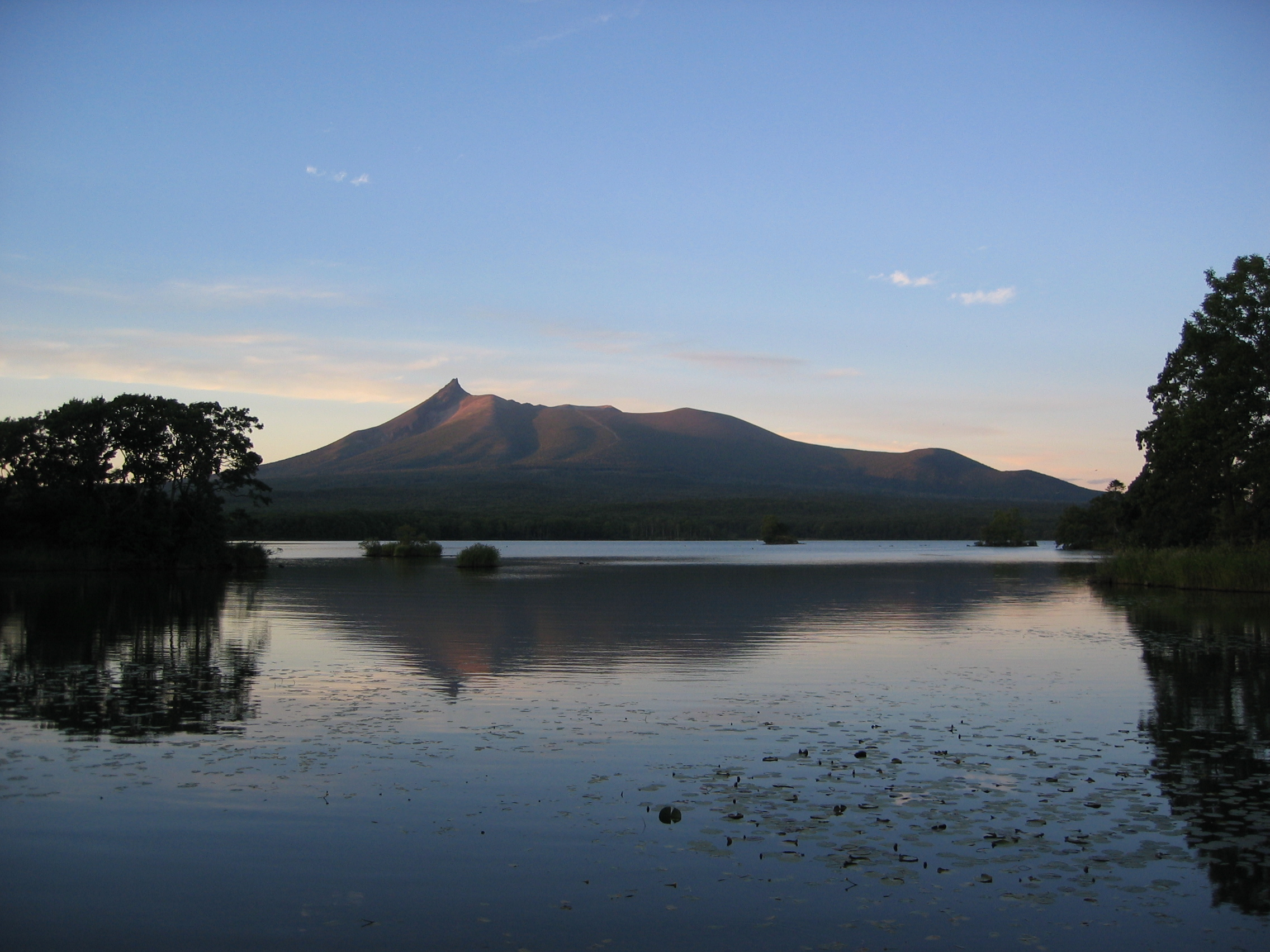
Ōnuma
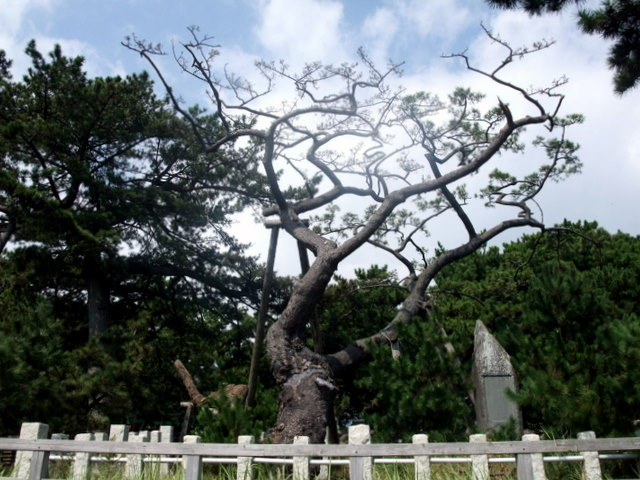
Hagoromo no Matsu tại Miho no Matsubara
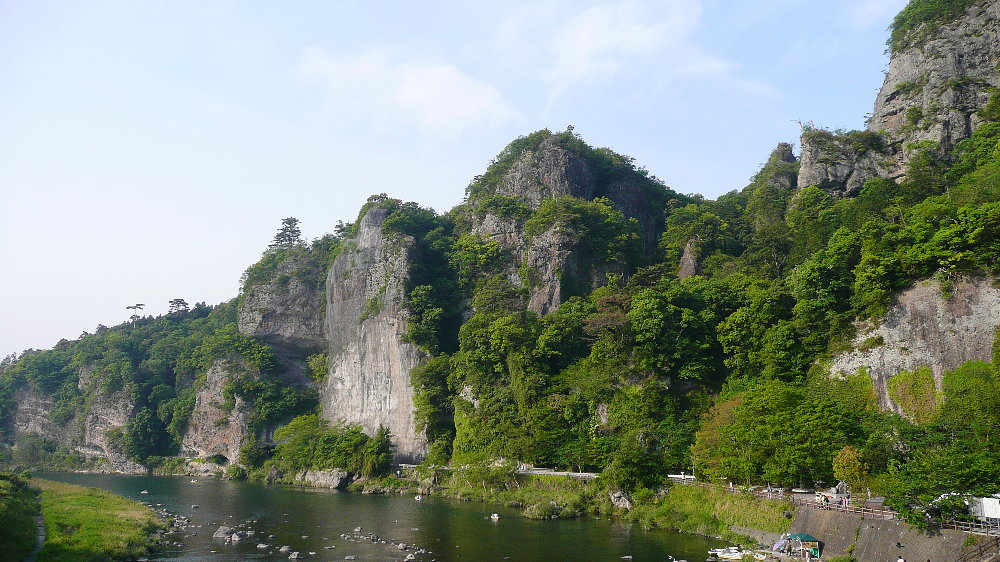
Yabakei